# Conorete erectum
Conorete erectum är en svampdjursart som först beskrevs av Schulze 1899.  Conorete erectum ingår i släktet Conorete och familjen Euretidae.

## Underarter
Arten delas in i följande underarter:
- C. e. erectum
- C. e. tubuliferum
- C. e. mucronatum
- C. e. gracile